# 赤い嵐
『赤い嵐』（あかいあらし）はTBS系列で1979年11月30日から1980年3月28日まで放送されたテレビドラマ。大映テレビとTBSの共同制作による『赤いシリーズ』の8作目。
前作『赤い激突』終了から約1年のブランクを経て放送された。

## ストーリー
警視庁上野北警察署に勤務する警察官・大野真（柴田恭兵）は上野・不忍池で血まみれの娘（能瀬慶子）を発見した。彼女は記憶喪失になっており、不憫に思った真は、「小池しのぶ」と仮の名をつけ、両親（淡島千景・松村達雄）の経営する谷中の豆腐屋に住み込ませる。
記憶が戻らなくても健気なしのぶの姿に真は次第に魅かれていくが、そんな折、しのぶの周辺に謎の男・山根（緒形拳）が出没するようになる。山根の正体は刑事で、長野県内で起きた画家・田上洋平殺人事件の犯人を追っていた。山根によればしのぶの本名は田上雪子といい、殺された田上洋平の娘だという。しのぶの継母がすでに逮捕されていたが、山根は事件直後から失踪していたしのぶこそが真犯人だと確信して彼女を付け狙う。真はしのぶを連れ、真犯人を捜す旅に出るのだった。

## 出演
- 大野真：柴田恭兵

本作の実質主人公（詳細は後述）。上野北警察署の巡査。記憶喪失の娘に「小池しのぶ」と名付けて恋を寄せ、彼女を「しのぶちゃん」と呼んでいる。
- 大野千代：淡島千景

大野豆腐店の女将。真・英二・正一の母。真が連れてきた雪子（しのぶ）を、大野家で住み込みで働かせる。
- 大野英二：石立鉄男

大野家の次兄。大手商社に勤務するエリートサラリーマン。
- 田上雪子（小池しのぶ）：能瀬慶子

本作のヒロイン。不忍池で血まみれになっている所を真に助け出され、大野豆腐店で手伝いとして住み込みで働く。後に本名が「田上雪子」である事が判明。
- 大野正一：大石吾朗

大野家の長兄。大学の助教授。
- 大野令子：榊原るみ

正一の妻。
- 長沢宏美：岡まゆみ

英二の妻。
- 戸川啓太郎：仲谷昇

令子の父。
- 戸川貴子：近松麗江

令子の母。
- 村田：河原崎長一郎

真の上司。
- 田上洋平：藤木孝

雪子の父。
- 田上美千子：松原智恵子

雪子の継母。殺人容疑で逮捕・起訴されるが冤罪で釈放される。
- 田上武史：伊東達広

洋平の内弟子。
- 村野：森亮輔
- 井上：浅見小四郎
- 田中：佐藤正文
- 鈴木：岡元達哉

以上4人は、真の同僚で「5モンスター」のメンバー。
- 大介：清水弘之
- 五郎：小林まさひろ
- 大野兵吉：松村達雄

大野豆腐店の店主。千代の夫。真・英二・正一の父
- 山根：緒形拳

長野県警の刑事。しのぶ＝雪子が洋平殺害のカギを握ると睨んで、重要参考人としてしのぶの後を追い続ける。

## 特別出演
- 神崎進作：宇津井健

大野豆腐店の隣にある寿司店「いずみ寿司」の店主で千代の弟。
当時大映テレビに籍を置いていたこと、及びこれまで同会社製作ドラマに主役クラスで数多く出演したという功績もあり、オープニングクレジットで監督の直前に「特別出演 宇津井健」という形で氏名表記がなされている。ただ他の大映テレビ作品で宇津井が特別出演した作品はストーリー上重要な登場人物だったが、本作は二人の理解者として何かと協力する。

### 出演者に関して
制作上の番組主演は淡島千景、準主演は石立鉄男、ストーリー上の主役は柴田恭兵、そのヒロイン役に能瀬慶子、という複雑な立ち位置がある。クレジットの順番も1)淡島千景、2)柴田恭兵、3)石立鉄男、4)能瀬慶子である。ちなみにトメは緒形拳（正確には特別出演の宇津井健の一つ前）。
赤いシリーズは宇津井健、山口百恵が主演を務めていたが、この当時は「山口百恵の歌手専念」に直面し、「シリーズが継続できるかどうか」という問題を抱えていた。大映テレビ・TBS・ホリプロの3社が協議した結果、ホリプロは能瀬慶子を推薦していたものの、大映テレビ側が能瀬の主役起用に待ったを掛け、プロデューサーの野添和子が出演をくどき落とした淡島千景をクレジット上の主演にするという条件が出た。緒形は『赤い激流』以来のレギュラー出演となった。

## スタッフ・主題歌
- 作：安本莞二（全話担当）
- 監督：増村保造、瀬川昌治、国原俊明、土井茂、合月勇、野村孝
- プロデューサー：野添和子、山本典助(TBS)
- 音楽：菊池俊輔
- 主題歌：「5マイル アヘッド」作詞：東由多加／作曲：大野克夫／編曲：後藤次利／歌：柴田恭兵
- 挿入歌：「ミスティ」歌：柴田恭兵

## サブタイトル
| 話数 | 放送日         | サブタイトル                       | 監督     | 視聴率 |
| ---- | -------------- | ---------------------------------- | -------- | ------ |
| 1    | 1979年11月30日 | わたしの結婚宣言                   | 増村保造 | 17.4％ |
| 2    | 12月7日        | 親父の一番長い日                   | 増村保造 | 14.0％ |
| 3    | 12月14日       | 理想の花嫁NO.1                     | 国原俊明 | 10.4％ |
| 4    | 12月21日       | ミステリーな僕の恋人               | 国原俊明 | 17.2％ |
| 5    | 12月28日       | 許されぬ結婚式                     | 瀬川昌治 | 16.3％ |
| 6    | 1980年1月4日   | 結婚への恐怖                       | 国原俊明 | 11.4％ |
| 7    | 1月11日        | 恋人の謎をとく勇気                 | 瀬川昌治 | 15.2％ |
| 8    | 1月18日        | 僕の恋人ショックな変身             | 国原俊明 | 15.4％ |
| 9    | 1月25日        | 北へ旅するミステリーな恋人たち     | 瀬川昌治 | 18.6％ |
| 10   | 2月1日         | 少女・二重結婚の悲劇               | 国原俊明 | 15.8％ |
| 11   | 2月8日         | 夜行列車はミステリーを乗せて走る！ | 国原俊明 | 18.8％ |
| 12   | 2月15日        | 雪の降る街を裸足で走る恋!!         | 土井茂   | 20.9％ |
| 13   | 2月22日        | 二人の恋人が裁かれる雪の朝         | 国原俊明 | 18.8％ |
| 14   | 2月29日        | 恋人たちの港町ミステリー           | 国原俊明 | 18.7％ |
| 15   | 3月7日         | 罠が待つ北の街へ旅する恋人たち     | 合月勇   | 19.1％ |
| 16   | 3月14日        | 恋人たちの記憶が今もどる!!         | 野村孝   | 21.3％ |
| 17   | 3月21日        | 娘の復讐が始まる!!                 | 国原俊明 | 20.5％ |
| 18   | 3月28日        | みじかくも美しい出会いと別れ       | 国原俊明 | 24.4％ |

## 備考
- オープニング映像は野尻湖で撮影された。映像の中で走っているのは柴田本人である[要出典]。
- 最終回のロケーションは千葉県のマザー牧場で行われた。

## 放送局
特記の無い場合は、全て金曜 21:00 - 21:54に同時ネット。
- TBS（制作局）
- 北海道放送[3]
- 青森テレビ[4]
- 岩手放送[4]
- 秋田放送：月曜 22:00 - 22:54[5]
- 山形放送：日曜 22:30 - 23:24[6]
- 東北放送[7]
- 福島テレビ[7]
- 新潟放送[8]
- テレビ山梨[9]
- 静岡放送[9]
- 信越放送[10]
- 北日本放送：月曜 22:00 - 22:54[11]
- 北陸放送[8]
- 福井放送：月曜 22:00 - 22:54[11]
- 中部日本放送[12]

- 毎日放送[13]
- 山陰放送[14]
- 山陽放送[15]
- 中国放送[15]
- テレビ山口[16]
- 四国放送：日曜 16:00 - 16:54[17]
- 南海放送：日曜 22:30 - 23:24[18]
- テレビ高知[19]
- RKB毎日放送[20]
- 長崎放送[20]
- 熊本放送[20]
- 大分放送[18]
- 宮崎放送[21]
- 南日本放送[21]
- 琉球放送[22]